# Kurt Spohn (Politiker)
Kurt Spohn (* 4. Juli 1935 in Hamburg) ist ein ehemaliger deutscher Politiker (CDU). Von 1982 bis 1991 gehörte er der Hamburgischen Bürgerschaft an.

## Leben und Wirken

### Ausbildung und Beruf
Kurt Spohn besuchte von 1940 bis 1954 die Volksschule und das Gymnasium Uhlenhorst-Barmbek in Hamburg. Im Anschluss absolvierte er eine kaufmännische Lehre bei der Esso AG. Von 1957 bis 1962 studierte er Betriebswirtschaftslehre an der Universität Hamburg und schloss als Diplom-Kaufmann ab. Danach arbeitete er bis 1984 als Wissenschaftlicher Mitarbeiter bzw. zuletzt als Wissenschaftlicher Direktor am HWWA-Institut für Wirtschaftsforschung. Er wurde Leiter der 550.000 Bände umfassenden Bibliothek der HWWA. 1974 folgte seine Ernennung zum Leiter der Hauptabteilung Dokumentation und Bibliothek. Ab 1970 gehörte er dem Verein Deutscher Bibliothekare an. Dort saß er in der Kommission für Berufsfragen und war Vorsitzender des Hamburger Landesverbandes. Er hielt Vorträge auf Bibliothekskongressen und veröffentlichte Artikel über Spezialbibliotheken.
Spohn ist verheiratet und hat zwei Kinder.

### Politische Arbeit
Spohn engagierte sich 1970 bis 1982 im Ortsausschuss Alstertal. Als Vertreter der CDU saß er zu dieser Zeit außerdem in der Bezirksversammlung Wandsbek. Er war Vorsitzender des Ortsverbandes der CDU Alstertal und Stellvertretender Vorsitzender des Kreisverbandes Alstertal, von 1971 bis 1972 auch Geschäftsführer des Kreisverbandes. Bei der Wahl im Juni 1982  erlangte er erstmals ein Mandat für die Hamburgische Bürgerschaft. Er gehörte der Bürgerschaft von der 10. bis zur 13. Legislaturperiode an.

## Publikationen (Auswahl)
- Die Bibliothek des HWWA-Instituts für Wirtschaftsforschung. In: Bibliotheksdienst. De Gruyter Saur, 6/1976, ISSN 0006-1972, S. 251–253.
- Anforderungen wirtschaftswissenschaftlicher Spezialbibliotheken an ein Fachinformationssystem Wirtschaft. In: Bericht über die … Tagung. Arbeitsgemeinschaft der Spezialbibliotheken, (ASpB), Vol. 15. 1976, ISSN 0340-9120, S. 35–42.
- Spezialbibliotheken im Konjunkturverlauf. In: Paul Kaegbein (Hrsg.): Bibliotheken als Informationsvermittler: Probleme und Modelle. Vorträge, gehalten auf dem Bibliothekskongreß 1978 vom 16. bis 20. Mai in Stuttgart. Klostermann, Frankfurt 1979, ISBN 3-465-01369-7, S. 50–58.